# James Clavell
James Clavell, właśc. Charles Edmund Dumaresq Clavell (ur. 10 października 1921, zm. 7 września 1994) – pisarz, scenarzysta, reżyser, weteran II wojny światowej. Najbardziej znany ze swojej serii powieści osadzonych w realiach azjatyckich i ich filmowych adaptacji. 
Urodził się w Australii, później przyjął obywatelstwo amerykańskie.

## Powieści
- Król szczurów (1962)
- Tai-Pan (1966)
- Shōgun (1975)
- Noble House (1981)
- Whirlwind (1986)
- Gai-Jin (1993)
- Ucieczka (wydana pośmiertnie w 1995)

## Filmy
- Mucha (1958) (scenariusz)
- Watusi (1959) (scenariusz)
- Five Gates to Hell (1959) (scenariusz i reżyseria)
- Walk Like a Dragon (1960) (scenariusz i reżyseria)
- Wielka ucieczka (1963) (współscenarzysta)
- Eskadra 633 (1964) (współscenarzysta)
- Szatański wirus (1965) (współscenarzysta)
- Nauczyciel z przedmieścia (1966) (scenariusz i reżyseria)
- The Sweet and the Bitter (1967) (scenariusz i reżyseria)
- Gdzie jest Jack? (1968) (reżyseria)
- Ostatnia dolina (1970) (scenariusz i reżyseria)

Na podstawie Tai-pana, Króla szczurów i Shōguna powstały filmy i miniserial, jednakże Clavell nie był w żaden sposób powiązany z napisaniem do nich scenariuszy, został jedynie producentem Shōguna. Na podstawie powieści Noble House w 1988 r. powstał miniserial z Pierce Brosnanem w roli głównej.